# Wanyue (école poétique)

## Définition
Le terne « wanyue » peut être traduit par « élégant et subtil ». C’est une école de poésie lyrique associée au genre ci (词) en Chine. Elle apparaît graduellement à la fin de la dynastie Tang et au début de Cinq Royaumes, mais elle a pris véritablement son essor sous les Song. Son contenu met l’accent, entre autres, sur l’amour, la nostalgie du pays et les sentiments intimes et ce, avec une structure fine et méticuleuse, une mélodie fluide et harmonieuse et un langage rond et élégant. Parmi les principaux représentants de ce courant, se trouvent Wen Tingyun, Li Yu, Liu Yong, Qin Guan, Yan Jidao, Zhou Bangyan, Li Qingzhao, Wu Wenying (en), etc.

## Origine
Le terme lui-même, « wanyue », apparaît pour la première fois dans le Guoyu•Wu Yu (国语•吴语) dans l’extrait de phrase suivant : 

« 故婉约其辞 »

 pouvant être traduit par « exprimer ses paroles de manière douce et subtile ». Le caractère « 婉 » (wan) se rapporte à la douceur et à la courbure, alors que le caractère « 约 » (yue) signifie dans ce contexte subtil ou délicat.
À l’origine, la poésie était composée pour être chantée accompagnée de musique, souvent dans les palais ou les maisons de thé. Dès la période des Cinq Dynasties, un style de poésie représenté par le Huajian Ji et les poèmes de Li Yu émergent, caractérisés par une tendresse douce et raffinée, et les lettrés Ming ont utilisé le terme 婉约派 (wanyue pai) (école wanyue) pour décrire ce type de poésie qui domine la scène littéraire, et ce, jusqu’à la fin de la dynastie Song. 
Dans le Shiyu Tupu de Zhang Yan (1487-1543), les poèmes lyriques ci (词) sont pour la première fois divisés en deux principales écoles : le wanyue pai (婉約派) (délicate et recherchée) et le haofang pai (豪放派) (audacieuse et expansive),. La délicatesse cherche à faire ressortir des émotions nuancées, alors que l’audace cherche à dégager une grandeur et une immense ampleur (héroïque).

## Caractéristiques

### Harmonie des sons et des tonalités
L’harmonie des sons et des tonalités est l’une des caractéristiques de la majorité des poèmes ci (词) de l’école wanyue. En matière de sonorités, ces dernières sont douces et agréables.

### Thématique plus restreinte
Les poèmes du courant wanyue possèdent un champ de thèmes plus étroit que les autres types de poèmes. Principalement, ils traduisent la douleur de l’amour entre hommes et femmes, la tristesse de l’éloignement et la nostalgie du pays,.

### Structure et style
La structure des poèmes « wanyue » est fine et méticuleuse. Le rythme est feutré, lent et fluide sur des mélodies coulantes et harmonieuses. Le style est frais, élégant et réservé. Le langage, de son côté, véhicule une beauté douce et discrète et il est aussi riche au sens de la couleur et de l’image. L’ambiance des poèmes est floue ce qui les rend doux et mélancoliques et les fait paraître souvent comme passifs. 

### Méthodes délicates
Dans le courant littéraire wanyue, l’utilisation de la métaphore et de l’allusion est une technique utilisée pour parler des émotions de sorte qu’une approche sinueuse et indirecte règne. Les paysages deviennent souvent des symboles pour exprimer ses pensées avec des lunes d’automne, des fleurs de printemps, des soleils couchants à travers la brume, ce qui donne un flou mélancolique et de beauté énigmatique, créant un sentiment de légèreté et de solitude.

## Représentants du wanyue
Les noms ci-dessous sont principalement tirés de : Étude sur la poésie 婉约 de la dynastie Tang et Song de Zhao Li.

### Fin de la dynastie Tang
- Wen Tingyun (溫庭筠) (812-870)
- Wei Zhuang (韋莊) (836–910)

Ces deux poètes appartiennent aussi au style Huajian Ji (en) (花间集). 

### Période des Cinq Dynasties
- Feng Yansi (馮延巳) (903-960); il a eu une grande influence sur le poète 李煜 (Li Yu).
- Li Yu (李煜) (937-978) : dernier empereur du royaume de Nantai, capturé par les Song.

### Dynastie Song du Nord
- Liu Yong (柳永) (987-1053) : il a influencé les poètes comme Su Shi (苏轼) et Zhou Bangyan (周邦彥).
- Qin Guan (秦观) (1049-1100)
- Yan Jidao (晏几道) (1038-1100)
- Zhou Bangyan (周邦彥) (1056-1121) : il écrit principalement sur l’amour et les paysages et il a innové dans les mélodies avec une structure rythmique stricte.

### Dynastie Song du Sud
- Li Qingzhao (李清照) (1084-1155): poétesse la plus représentative du wanyue.
- Wu Wenying (吳文英) (1200-1260)

## Poèmes célèbres de l’école wanyue

### Fin de la dynastie Tang
Voici un poème du poète Wen Tingyun (812-870) exprimant la tristesse d’une femme qui attend le retour de son bien-aimé. L’essence de la séparation et de la nostalgie est évidente. Sur l’air: Rêvant du Sud du Fleuve

#### Mille, dix mille chagrins
| Chinois 千万恨， 恨极在天涯。 山月不知心里事， 水风空落眼前花， 摇曳碧云斜。 | Traduction libre Mille, dix mille chagrins ! Regret extrême au bout du monde, La lune sur la montagne ignore les tourments du cœur, Le vent sur l’eau fait tomber les fleurs devant mes yeux, Vacillant dans le ciel, les nuages bleus. |

### Période des Cinq Dynasties
Voici un poème de Li Yu (903-960) qui traduit son chagrin face au temps qui passe et aux regrets qui l’accablent. Sur l’air : Prenant congé d’une faveur nouvelle.

#### La cour est vide
| Chinois 庭空客散人归后， 画堂半掩珠帘。 林风淅淅夜厌厌。 小楼新月， 回首自纤纤。 | Traduction libre La cour est vide, les invités partis, les gens rentrés, La salle peinte à demi cachée par les rideaux de perles. Le vent dans les bois murmure dans les arbres, la nuit s’étire. Sur le petit pavillon, la nouvelle lune brille, Je me retourne, elle est si délicate. |
| 春光镇在人空老， 新愁往恨何穷！ 金窗力困起还慵。 一声羌笛 ， 惊起醉怡容。        | La lumière du printemps s’estompe, mais les gens vieillissent en vain, Nouveaux chagrins, anciens regrets, quand prendront-ils fin ? Épuisé, je me lève péniblement près de la fenêtre dorée, Un son de la flûte de Qiang, Réveille mon visage ivre et joyeux.                          |

### Dynastie Song du Nord
Le poème ci-dessous de Zhou Bangyan (1056–1121) décrit les paysages estivaux du Mont Wuxiang, dans un cadre serein. Il évoque les saisons qui passent, le sentiment de solitude et de nostalgie en voyant les hirondelles traverser la mer. Ce poème est remarquable pour sa structure complexe en matière de tonalité, de rimes et de métrique. Sur l’air : La cour emplie de parfum.

#### Composé en été sur le mont Wuxiang à Lishui
| Chinois 风老莺雏， 雨肥梅子， 午阴嘉树清圆。 地卑山近， 衣润费炉烟。 | Traduction libre Les jeunes orioles vieillissent au vent, Sous la pluie les prunes ont grossi, À midi, l’ombre des arbres claire et ronde, La terre est basse, les montagnes proches, Mes vêtements humides, la fumée du brasero inutile.     |
| 人静乌鸢自乐， 小桥外、新绿溅溅。 凭阑久， 黄芦苦竹， 拟泛九江船     | Les gens sont calmes, les éperviers se réjouissent Dehors, au-delà du petit pont, une nouvelle verdure éclabousse. Appuyé à la balustrade, je vois, Les roseaux jaunes et les bambous amers, J’imagine voguer sur un bateau des Neuf Fleuves. |
| 年年。 如社燕， 飘流瀚海， 来寄修椽。 且莫思身外， 长近尊前。        | Année après année. Je suis telle l’hirondelle, Flottant à travers la vaste mer, Venue se poser sous les longs chevrons. Oublions ce qui est hors de nous, Restons longtemps près de la coupe de vin.                                          |
| 憔悴江南倦客， 不堪听、急管繁弦。 歌筵畔， 先安簟枕， 容我醉时眠。   | Fatigué le voyageur du Sud du Fleuve, Qui ne supporte plus d’entendre flûtes rapides et cordes vibrantes. Au bord du banquet chantant, Préparez les nattes et les oreillers, Pour me permettre en pleine ivresse dormir.                      |

### Dynastie Song du Sud
Voici un poème de Li Qingzhao (1084-1155) — sans doute le plus grande poétesse du courant wanyue — qui capture l'essence de la mélancolie, de la solitude et de la nostalgie reflétant le ressenti personnel de la poétesse à travers des images naturelles subtiles. Sur l’air : Les notes sont lentes.

#### Chercher sans fin'
| Chinois 寻寻觅觅， 冷冷清清， 凄凄惨惨戚戚。 乍暖还寒时候， 最难将息。 三杯两盏淡酒， 怎敌他，晚来风急？ 雁过也， 正伤心， 却是旧时相识。 | Traduction libre Cherchant sans fin, Froid, silencieux, Triste, affligée, douloureuse. Quand le temps froid revient après la chaleur, Comme il est difficile de se reposer ! Trois tasses et deux petites coupes d’alcool léger, Comment résister avec le vent froid qui vient dans le soir ? Les oies sauvages passent, Et blessent mon cœur Et pourtant, elles sont mes vieilles amies. |
| 满地黄花堆积。 憔悴损，如今有谁堪摘？ 守着窗儿，独自怎生得黑？ 梧桐更兼细雨， 到黄昏、 点点滴滴。 这次第，怎一个愁字了得！                | sur le sol, les chrysanthèmes s’entassent Fanées et abîmées, qui osera les cueillir ? Je reste à la fenêtre, Comment passerai-je la nuit seule ? Sur les arbres, une fine pluie, Goutte à goutte, tombe doucement. Et, en cet état, peut-il suffire de dire le mot tristesse ! |